# Ganterschwil
Ganterschwil (toponimo tedesco) è una frazione di 1 433 abitanti del comune svizzero di Bütschwil-Ganterschwil, nel Canton San Gallo (distretto del Toggenburgo).

## Geografia fisica
Ganterschwil si trova su un altopiano compreso tra i fiumi Thur e Necker.

## Storia

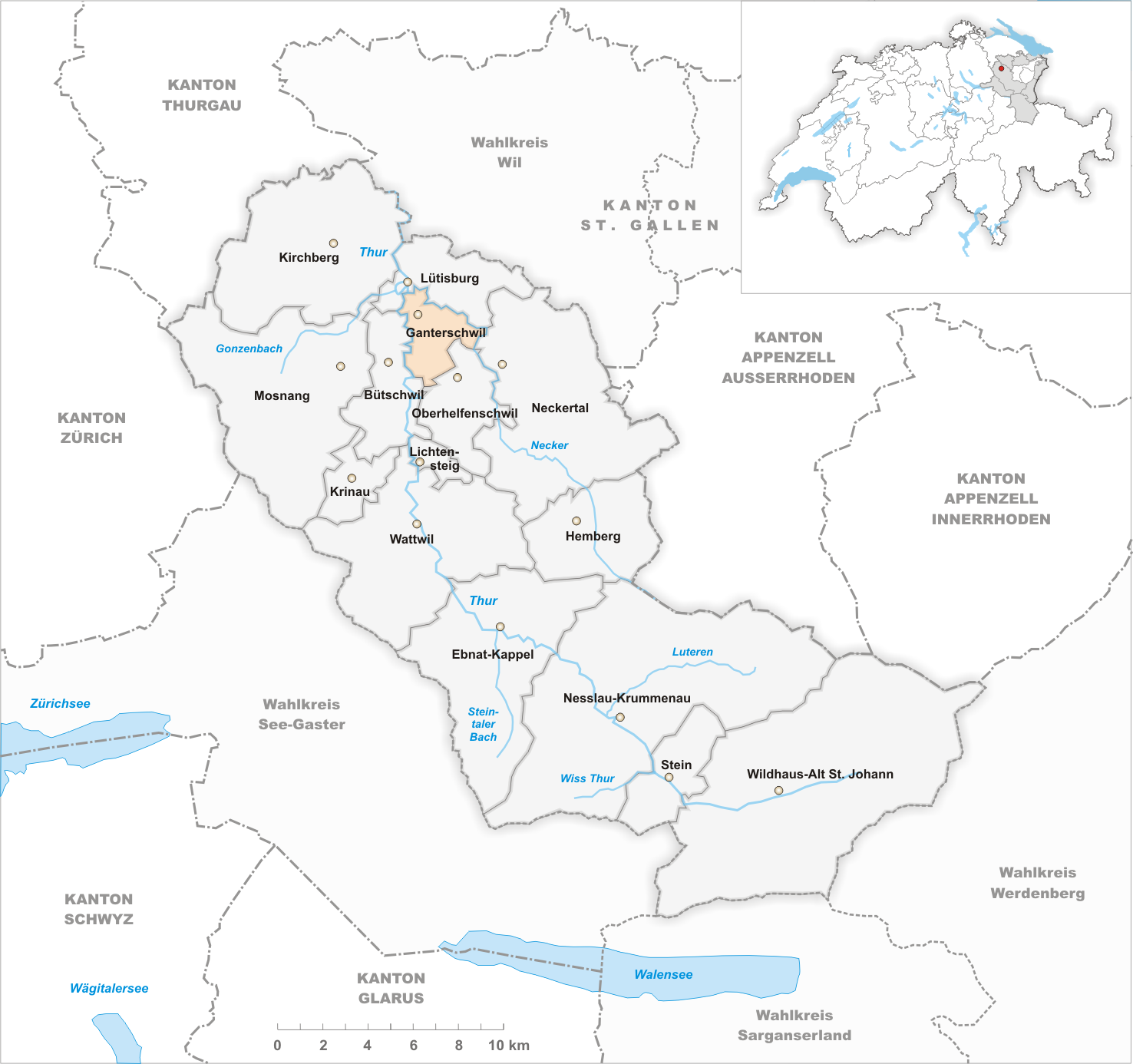
Il territorio del comune di Ganterschwil prima degli accorpamenti comunali del 2013

Già comune autonomo istituito nel 1803, si estendeva per 8,01 km² e comprendeva anche le frazioni di Äwil, Anzenwil, Bleiken, Ötschwil e Tobel; il 1º gennaio 2013 è stato accorpato all'altro comune soppresso di Bütschwil per formare il nuovo comune di Bütschwil-Ganterschwil.

## Monumenti e luoghi d'interesse
- Chiesa parrocchiale riformata (già chiesa parrocchiale cattolica di Santa Maria), attestata dal 1361[1];
- Chiesa parrocchiale cattolica dei Santi Pietro e Paolo, eretta nel 1940[3].

## Società

### Evoluzione demografica
L'evoluzione demografica è riportata nella seguente tabella:
Abitanti censiti